# Sølvesborg Slotsruin
Sølvesborg Slotsruin (svensk: Sölvesborgs slott) ligger nordøst for Sølvesborgs centrum i det vestlige Blekinge i Sverige. Ruinen er resterne af Sølves borg opført i 1200-tallet. 
Slottets alder er ukendt. I middelalderen var borgen den største og vigtigste fæstning i det østlige Danmark. Den blev anlagt ved vejen, der forbandt de dengang danske provinser Skåne og Blekinge. Fæstningen lå strategisk mellem det cirka 10 km lange Ryssberg i nord og Hanøbugten i syd. 
Fra 1332 tilhørte Sølvesborg sammen med hele Blekinge Sverige, men 1359 blev det indtaget af Valdemar 3. Dronning Margrethe 1. og Erik af Pommern gæstede slottet flere gange og havde der 1402 et møde med danske og svenske rådsherrer. Ved Engelbrekt Engelbrektsens oprør i 1436 blev slottet indtaget. Ivar Axelsson Thott fik Sølvesborg i pant af kong Christian 1. sammen med Gärds og Villands herreder i pant. 10. september 1467, efter at Thott havde udfærdiget et åbent fejdebrev mod kongen, blev slottet tilbageerobret efter belejring. I 1470 pantsattes lenet igen. 
Slottet regnedes i middelalderen ofte til Skåne, og dets len omfattede Villands, Gärds og Lister herreder. I 1523 blev Sølvesborg indtaget af Berend von Melen, efter von Melen var gået i Gustav Vasas tjeneste. Efter at være trådt i Frederik Is tjeneste i 1525 fik Søren Norby overdraget slottet og beherskede hele Blekinge. I september 1564, da Erik XIVs tropper rykkede mod slottet, satte den danske lensmand V. Parsberg ild på slottet og flygtede, hvor efter svenskerne plyndrede og brændte hvad, der var tilbage. I maj 1645 besattes slottet af G. Horn, som lod forstærke det og stadens havn med volde og palisader. Den sidste danske lensmand på Sølvesborg var Niels Krabbe til Skillinge, som 1646 fik både Sølvesborg og Kristianopel len i forlening og som 1658 overlod Sølvesborg til svenskerne. Straks derpå oprettedes Sølvesborgs grevskab og dette overdroges til Corfitz Ulfeldt, som efterfulgtes af Lars Kagg og K. G. Wrangel. Det inddroges ved reduktionen. 
I 1700-tallet fungerede borgen og borgtårnet som stenbrud.

## Lensmænd
| - -1389 Fikke van Vitzen - 1389-1390 Fikke van Vitzens 3 sønner - 1390-1396 Dronning Margrethe 1. - 1396 Aksel Ketilsen Krognos og frue - Verner Conradsen Mormand - 1446 Niels Jensen Galen - -1454 Keld Axelsen Thott - -1467 Iver Axelsen Thott - 1467 belejret og indtaget af Kong Christian 1. - 1468-1470 Oluf Ged - 1470-1472 Mikkel Nielsen Tornekrans | - 1472 tilhørsforhold til Kong Christian 1. eller Iver Axelsen Thott skal undersøges - 1476 Knud Trudsen Has - 1479-1498 Poul Laxmand - -1519 Jens Holgersen Ufstand - 1519-1526 Aage Brade - 1525-1526 Søren Norby - 1526-1541 Axel Ugerup - 1541-1564 Werner Parsberg - 1568-1578 Jørgen Bilde - 1578-1581 Jørgen Marsvin | - 1581-1582 Niels Krabbe - 1582-1584 Kristoffer von Dohna - 1584-1597 Peder Brade - 1597-1612 forenet med Lykå / Kristianopel - 1612-1619 Otte Lindenov til Borreby - 1619-1632 Tage Ottesen Thott til Eriksholm - 1632-1642 Tage Andersen Thott til Duege - 1642-1646 Otte Thott til Næs - 1646-1648 forenet med Kristianopel - 1648-1658 Niels Krabbe til Skellinge - Lenet blev nedlagt 14. jan. 1661. |

## Billedgalleri
- Rekonstruktionsmodel af Sølvesborg.
- Ruinerne set fra trappen. I forgrunden modellen.
- Slotgården
- Blekinges største blodbøg med en omkreds på 430 cm, i slotsparken.[1]